# Marie Weißdorn
Marie Weißdorn (* 15. Mai 1996 in Hamburg) ist eine deutsche Schriftstellerin und Lektorin. Sie schreibt auch unter dem Pseudonym Mary Thorne.

## Leben und Werk
Marie Weißdorn begann mit ihrem ersten Buch während eines Au-pair-Aufenthalts in der französischsprachigen Schweiz. Ein Jahr später erschien mit dem Fantasybuch Tochter der Träume: Land im Schatten ihr Debütroman. Neben ihrem philologischen Studium in Münster arbeitet sie seit 2016 außerdem als freie Lektorin und Korrektorin. Neben High- und Jugendfantasy, humorvollen und romantischen Geschichten veröffentlicht sie unter dem Pseudonym Mary Thorne auch im Bereich der Dark Fantasy. Sie ist Mitglied im Phantastik-Autoren-Netzwerk PAN.

## Werke
- Dark Blood: Tochter der Finsternis. Gedankenreich-Verlag, 2019, ISBN 978-3-947147-63-2.
- Tochter der Träume: Land im Schatten. Eisermann-Verlag, 2016, ISBN 978-3-946172-57-4
- Tochter der Träume: Dunkler König. Eisermann-Verlag, 2017, ISBN 978-3-96173-014-8.
- Tochter der Träume: Göttliche Kräfte. Eisermann-Verlag, 2018, ISBN 978-3-96173-085-8.
- Tochter der Träume: Meister der Täuschung. Eisermann-Verlag, 2019, ISBN 978-3-96173-119-0.
- Santa in Love: Weihnachtsmann auf Probe. dp Digital Publishers, 2019, ISBN 978-3-96817-022-0.
- In diesem Moment. dp Digital Publishers (booksnack), 2017, ISBN 978-3-96087-254-2.